# Conover Motor Car Company
Conover Motor Car Company war ein US-amerikanischer Hersteller von Automobilen.

## Unternehmensgeschichte
Edwin K. Conover gründete 1907 das Unternehmen in Paterson in New Jersey. Er entwickelte im gleichen Jahr ein Fahrzeug. Die Produktion fand als Auftragsarbeit bei der Watson Machine Company im gleichen Ort statt. Der Markenname lautete Conover. 1912 endete die Produktion. Insgesamt entstanden etwa 25 Fahrzeuge. Die Produktion war nicht kostendeckend.
Edwin K. Conover hielt mindestens drei Patente.

## Fahrzeuge
Im Angebot stand nur ein Modell. Der Vierzylindermotor wurde von der Rutenber Motor Company bezogen. Er hatte 114,3 mm Bohrung, 127 mm Hub, 5212 cm³ Hubraum und war mit 35/40 PS angegeben. Üblich war der Kardanantrieb. Das Fahrgestell hatte 246 cm Radstand und 142 cm Spurweite. Als zweisitziger Runabout wog das Fahrzeug 1043 kg. Für einen Aufbau als fünfsitziger Tourenwagen war das Leergewicht mit 1089 kg angegeben.